# Плинийско вулканично изригване
Плинийските изригвания, известни също и като везувийски изригвания, са вид вулканични изригвания, наподобяващи изригването на Везувий през 79 г., описано от Плиний Младши в няколко писма.
Плинийските (или плиниански) изригвания пораждат огромни ерупционни колони от пепел и газ, които могат да се извисят на над 30 km височина. Най-мощните плинийски изригвания могат да засегнат и стратосферата – вторият слой на земната атмосфера. Открояващите се характеристики на този тип изригвания са произвеждането на голямо количество вулканична пепел, пемза и много мощни експлозии, които могат да продължат непрекъснато повече от 2 денонощия.
Кратките плинийски изригвания могат да приключат за по-малко от 24 часа, но по-дългите могат да продължат няколко денонощия, а понякога и няколко седмици. Плинийските изригвания започват с огромен стълб пепел, който може да се извиси на десетки километри височина. Близките околности около вулкана се обсипват с тонове прах, пепел, лапили и пемза. В края на изригването ерупционната колона се срутва надолу, пораждайки пирокластични потоци, които могат да достигнат температура от над 1000 °C и да се движат с над 300 km/h. Изригването може частично да изпразни магменото огнище, и когато това се случи, върхът на вулкана се срутва в изпразнената магмена кухина, образувайки калдера. Плинийските изригвания често са придружени от силни и много шумни експлозии, като тези по време на изригването на Кракатау през 1883 г. Внезапното разреждане на електрическите заряди, натрупани във въздуха около възходящата колона от вулканична пепел, често причинява удари на мълнии, както например е наблюдавано по време на изригването на Хунга Тонга – Хунга Хаапай през 2022 г.

## Видове плинийски изригвания
Има три типа плинийски изригвания – субплинийско, плинийско и ултраплинийско. Те си приличат много по протичане на изригването, но има разлика в мащаба. Субплинийските изригвания изхвърлят пепел, лава и твърди вулкански материали, чийто общ обем е по-малък от 1 km³. Тези изригвания засягат 3 и 4 степен от вулканичния експлозивен индекс (VEI). Изригването на Невадо Дел Руиз от 1985 г. е със сила 3, а тези на Ейяфятлайокутъл от 2010 г. и Калбуко от 2015 г. – 4. Плинийските изригвания се считат за такива, когато обемът на изригналите материали е от 1 до 5 или 10 km³. Те засягат 4, 5 и 6 степен по вулканичния експлозивен индекс.
Изригванията на Везувий от 79 г., на Фуджи от 1707 г., на Света Елена от 1980 г. и на Пуйехуе от 2011 г. са със сила 5, а това на Новарупта от 1912 г. – 6. Ултра- и суперплинийските изригвания са най-мощните вулканични изригвания. Обемът на изхвърлените при изригването материали може да надвиши 2000 km³. Тези изригвания засягат 6, 7 и 8 степен по вулканичния експлозивен индекс. Ултраплинийските изригвания изхвърлят толкова много отровни газове и вулканична пепел, че могат да засегнат цялата планета. В региони от стотици километри около вулкана пада пепел, а облаците от праха обикалят земята и закриват Слънцето, предизвиквайки вулканична зима. Изригванията на Пинатубо от 1991 г. и на Кракатау от 1883 г. са със сила 6. Суперизригванията на Мазама от около 5600 пр. Хр., на Санторини от 1620 пр. Хр. и на Тамбора от 1815 са със сила 7, а тези на Йелоустоун от преди 640 000 г., на Тоба от преди 74 000 – 75 000 години и на Ла Гарита от преди около 27 милиона години са със сила 8.

## Примери
- Изригването на Пинатубо във Филипините през 1991 г. – Вулканичен експлозивен индекс 6
- Изригването на Света Елена в САЩ през 1980 г. – Вулканичен експлозивен индекс 5
- Изригването на Новарупта в Аляска през 1912 г. – Вулканичен експлозивен индекс 6
- Изригването на Тарауера в Нова Зеландия през 1886 г. – Вулканичен експлозивен индекс 6
- Изригването на Кракатау в Индонезия през 1883 г. – Вулканичен експлозивен индекс 6
- Изригването на Тамбора в Индонезия през 1815 г. – Вулканичен експлозивен индекс 7
- Изригването на Везувий в Италия през 79 г. – Вулканичен експлозивен индекс 5